# Ines Estedt
Ines Estedt née le 12 décembre 1967 à Magdebourg est une triathlète professionnelle allemande, championne du monde et d'Europe de triathlon longue distance.

## Biographie
Ines Estedt dans sa jeunesse pratique l'athlétisme des 1985 et commence le triathlon en 1991. Elle remporte son premier succès international en 1995 en devenant championne d'Europe de triathlon longue distance. En 1997, elle remporte le titre mondial sur longue distance également et devient la première triathlète allemande à gagner ce championnat. Elle renouvelle ce résultat à Nice en France en 2002, et crée la surprise pour son deuxième titre, ayant mis officiellement quelque temps auparavant un terme à sa carrière professionnelle.
Ines Estedt vit à Neubrandenbourg et travaille dans le secteur bancaire.

## Palmarès
Le tableau présente les résultats les plus significatifs (podium) obtenus sur le circuit national et international de triathlon depuis 1993,.
| Année | Compétition                                | Pays      | Position           | Temps           |
| ----- | ------------------------------------------ | --------- | ------------------ | --------------- |
| 2008  | Leipziger Triathlon                        | Allemagne | Médaille d'or      | 2 h 12 min 33 s |
| 2002  | Championnat du monde longue distance       | France    | Médaille d'or      | 7 h 6 min 43 s  |
| 2002  | Triathlon International de Nice            | France    | Médaille d'or      | 7 h 6 min 43 s  |
| 2002  | Alpen-Triathlon                            | Allemagne | Médaille d'argent  | 2 h 24 min 54 s |
| 2002  | Championnat d'Allemagne longue distance MD | Allemagne | Médaille d'or      | Timing          |
| 1999  | Championnat d'Allemagne                    | Allemagne | Médaille de bronze | 2 h 8 min 34 s  |
| 1997  | Championnat du monde longue distance       | France    | Médaille d'or      | 6 h 14 min 23 s |
| 1997  | Championnat d'Allemagne                    | Allemagne | Médaille d'or      | 1 h 59 min 12 s |
| 1997  | Triathlon International de Nice            | France    | Médaille d'or      | 6 h 14 min 23 s |
| 1996  | Triathlon International de Nice            | France    | Médaille d'or      | 6 h 38 min 7 s  |
| 1995  | Championnat du monde longue distance       | France    | Médaille de bronze | 6 h 41 min 13 s |
| 1995  | Championnat d'Europe longue distance       | Allemagne | Médaille d'or      | 8 h 56 min 5 s  |
| 1995  | Triathlon International de Nice            | France    | Médaille de bronze | 6 h 41 min 13 s |
| 1995  | Championnat d'Allemagne longue distance LD | Allemagne | Médaille d'or      | Timing          |
| 1994  | Championnat d'Allemagne longue distance LD | Allemagne | Médaille d'or      | Timing          |
| 1993  | Spreewald Triathlon                        | Allemagne | Médaille d'or      | 4 h 35 min 53 s |